# 抚仙湖号综合补给舰
抚仙湖号综合补给舰（舷号888）简称抚仙湖舰，是中国人民解放军海军第一艘和唯一一艘904A型综合补给舰，专门为南沙换班补给设计，拥有先进技术，具有航速快、补给量大、补给效率高等优点。抚仙湖舰由广船国际开工建造，于2007年入列，服役于海军南海舰队作战支援舰第三支队。该舰自2009年7月首赴南沙执行换班补给任务以来，每年数次轮流往返于中国大陆和南沙岛礁之间。抚仙湖舰于2009年曾一度转隶中国渔政系统，并命名为渔政88船，成为当时世界上吨位最大的渔政船只。

### 引用
1. ↑   (PDF). 統合幕僚監部. 2015-06-10  [2015-06-14]. （原始内容存档 (PDF)于2017-03-23） （日语）.
2. ↑  . 海峡之声. 2013-09-16  [2015-06-14]. （原始内容存档于2019-07-28）.